# Campionato italiano di hockey su ghiaccio 2007-2008
Il Campionato italiano di hockey su ghiaccio 2007-08 viene organizzato dalla FISG e (per le prime due serie) dalla LIHG. È suddiviso, a livello nazionale, in serie A, serie A2 e serie C Under 26, cui va aggiunta la Serie C Interregionale.
Il progetto della Lega di avere, nel giro di poche stagioni, un massimo campionato a 12 squadre ed una serie A2 a 10 subisce una battuta di arresto già prima dell'inizio di questa stagione. I vincitori della serie A2 della stagione precedente, l'HC Merano, rinunciano infatti alla promozione per motivi economici, mentre l'HC Future Bolzano che aveva chiuso la stagione di A2 in ultima posizione si è addirittura ritirato. Anche il prospettato ritorno del Varese nell'hockey professionistico si è risolta con un nulla di fatto, almeno per le due serie maggiori.
La stagione si è poi chiusa con l'inatteso scioglimento dell'HCJ Milano Vipers, dopo dieci anni di attività durante i quali aveva vinto 5 scudetti, 3 coppe Italia e 3 supercoppe italiane.

## Serie A

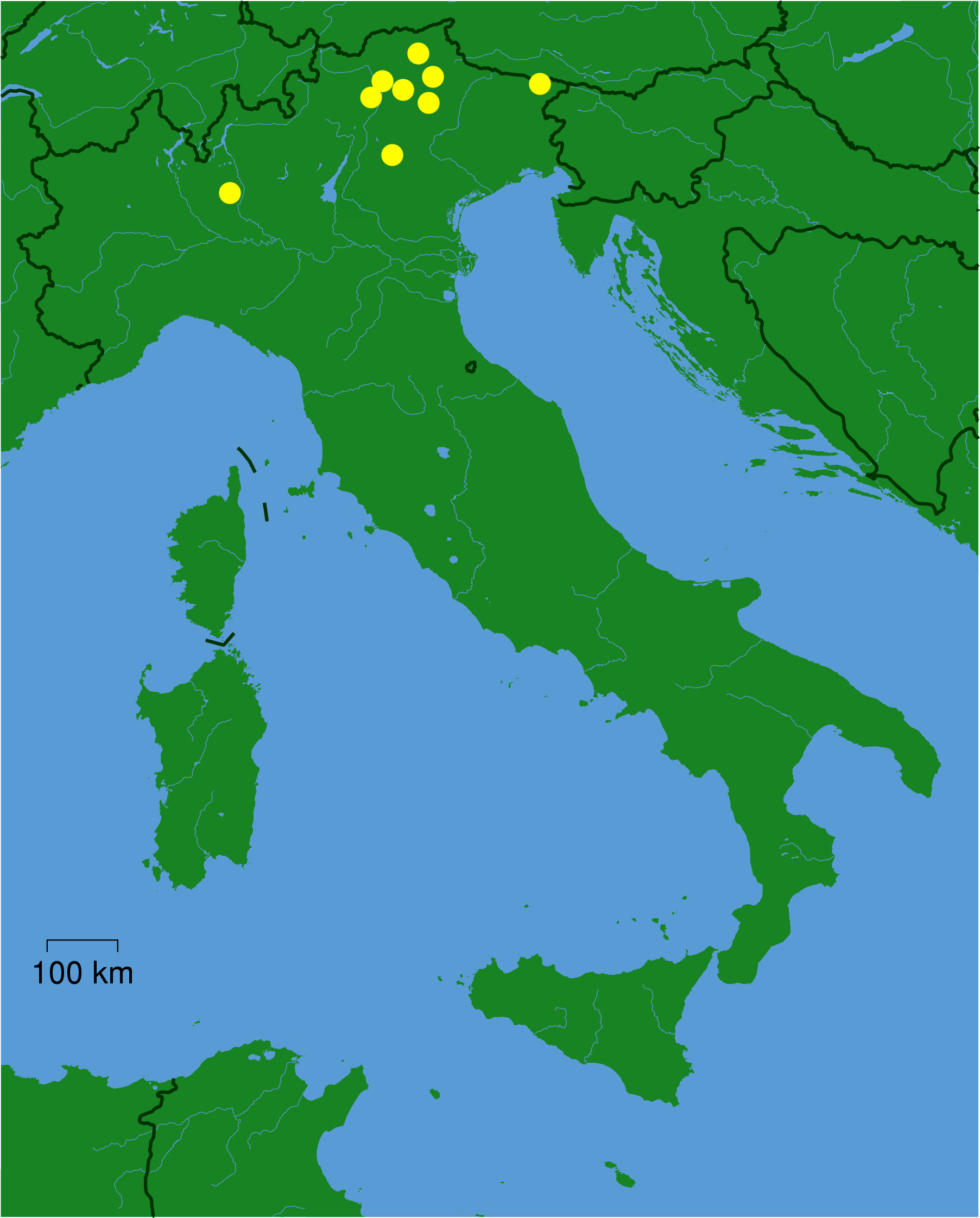
Le città delle nove formazioni di serie A

Anche in questa stagione la denominazione ufficiale, è Campionato italiano Serie A - RBK Hockey Cup 2007-08. Sono iscritte le stesse nove società della stagione precedente: Alleghe HC, Asiago Hockey AS, HC Bolzano, SG Cortina, SHC Fassa, HCJ Milano Vipers, SG Pontebba, Renon Ritten Sport Hockey e HC Valpusteria.
Quasi identica pure la formula: doppio girone di andata e ritorno, al termine del quale le prime quattro classificate accedono al girone A di qualificazione (Master Round), le altre cinque al girone B (Relegation Round).
Ai play-off interviene l'unica modifica di rilievo: mentre nella stagione precedente avevano accesso ai play-off 6 compagini, in questa stagione si ritorna alla più classica formula ad 8, con le sfide nei quarti determinati dalle posizioni ottenute al termine della seconda fase (1° vs 8°, 2° vs 7° e così via). Le sfide vengono giocate al meglio delle 5 gare, con il vantaggio del campo alla meglio classificata.

### Prima Fase
La prima giornata, in programma il 27 settembre 2007, è stata funestata dalla morte, nel corso della partita Asiago-Renon, del giocatore dei veneti Darcy Robinson. Per decisione di Lega e Federazione sono state immediatamente sospese tutte le partite della serie A e rinviate al successivo 2 ottobre; è stata inoltre rimandata anche la partita tra Pontebba ed Asiago del 29 settembre (seconda giornata) e quella tra Asiago e Cortina (terza giornata).

#### Primo girone
Il girone di andata è stato caratterizzato dal sorprendente dominio del Renon (13 punti in 8 giornate), che ha chiuso le prime nove giornate con 5 punti di vantaggio sul quintetto formato da Bolzano, Fassa, Val Pusteria, Milano e Pontebba. Altrettanto sorprendenti le difficoltà dei campioni in carica del Cortina, che hanno chiuso il girone all'ultimo posto (seppure con una partita in meno in attesa del recupero della partita rinviata alla terza giornata).
Nel ritorno tuttavia la squadra di Collalbo spreca tutto il vantaggio e si fa superare, proprio all'ultima giornata, dai Vipers Milano. Tengono il Bolzano, terzo, e il Pontebba, quarto. In leggera ripresa il Cortina, che chiude il primo girone al settimo posto, ma che conferma le sue difficoltà (è il peggior attacco). Crolla invece il Fassa, che da secondo passa settimo, a pari punti coi campioni d'Italia in carica.
|                   |                  |                  |                  |                  |                  |                  |                  |                  |                  |
| Teams             | Alleghe          | Asiago           | Bolzano          | Cortina          | Fassa            | Milano           | Pontebba         | Renon            | Val Pusteria     |
| Alleghe HC        |                  | 3:2 (18/10/2007) | 1:1 (04/10/2007) | 3:1 (24/11/2007) | 3:4 (03/11/2007) | 2:6 (27/10/2007) | 4:4 (17/11/2007) | 3:3 (09/10/2007) | 1:1 (29/11/2007) |
| Asiago Hockey AS  | 1:4 (22/11/2007) |                  | 4:3 (25/10/2007) | 2:5 (03/11/2007) | 2:8 (04/10/2007) | 2:5 (24/11/2007) | 4:2 (30/10/2007) | 4:2 (11/10/2007) | 2:5 (13/10/2007) |
| HC Bolzano        | 5:2 (01/11/2007) | 1:1 (27/11/2007) |                  | 6:1 (18/10/2007) | 5:1 (24/11/2007) | 1:1 (29/09/2007) | 4:2 (09/10/2007) | 2:1 (17/11/2007) | 1:1 (27/10/2007) |
| SG Cortina        | 1:2 (20/10/2007) | 6:1 (13/11/2007) | 0:2 (22/11/2007) |                  | 3:2 (02/10/2007) | 3:2 (13/10/2007) | 1:1 (25/10/2007) | 0:2 (30/10/2007) | 5:1 (15/11/2007) |
| SHC Fassa         | 4:1 (06/10/2007) | 3:3 (01/11/2007) | 5:1 (20/10/2007) | 1:2 (27/10/2007) |                  | 2:2 (15/11/2007) | 3:4 (18/10/2007) | 4:2 (29/11/2007) | 3:5 (29/09/2007) |
| HCJ Milano Vipers | 0:0 (02/10/2007) | 5:2 (20/10/2007) | 4:2 (30/10/2007) | 6:3 (17/11/2007) | 4:6 (09/10/2007) |                  | 4:3 (03/11/2007) | 1:2 (04/10/2007) | 6:2 (22/11/2007) |
| SG Pontebba       | 4:2 (13/10/2007) | 4:4 (23/10/2007) | 2:1 (15/11/2007) | 2:2 (29/11/2007) | 2:0 (22/11/2007) | 1:3 (06/10/2007) |                  | 2:4 (20/10/2007) | 2:2 (01/11/2007) |
| SV Renon          | 3:6 (15/11/2007) | 2:3 (27/10/2007) | 2:1 (13/10/2007) | 1:0 (29/09/2007) | 3:2 (25/10/2007) | 6:3 (01/11/2007) | 1:1 (24/11/2007) |                  | 3:0 (06/10/2007) |
| HC Val Pusteria   | 7:3 (25/10/2007) | 9:3 (17/11/2007) | 1:3 (02/10/2007) | 3:2 (09/10/2007) | 5:4 (30/10/2007) | 1:4 (18/10/2007) | 1:3 (04/10/2007) | 4:7 (03/11/2007) |                  |

#### Secondo girone
Nel secondo girone, l'andata è caratterizzata nuovamente dal dominio del Renon, capace di superare la crisi della fine del primo girone e di staccare tutti con 33 punti. In leggera crisi il Milano, che va a corrente alternata e perde la vetta. Grave invece la crisi del Bolzano, che nelle otto gare prima del giro di boa ha messo assieme solo 4 punti (1 vittoria, 2 pareggi e 5 sconfitte): il risultato è lo scivolone al sesto posto, raggiunto dai campioni in carica del Cortina che non riescono a risollevarsi. Sorprese di questa fase del campionato sono il Fassa e il Val Pusteria, rispettivamente terza (col miglior attacco) e quarta.
Il 18 gennaio 2008, il giorno prima della quint'ultima partita della Regular Season, i continui rovesci costarono a Doug McKay, allenatore del Bolzano, la panchina, cosa accaduta poche settimane prima anche all'allenatore campione in carica, Richmond Gosselin, sostituito sulla panchina del Cortina da Miroslav Frycer.
Renon, Fassa e Milano si sono qualificate al Master Round in anticipo. Bolzano e Brunico si sono giocate il quarto posto disponibile all'ultima giornata, con i biancorossi - vittoriosi in casa contro l'Asiago - ad aggiudicarselo.
|                   |                  |                   |                  |                  |                  |                  |                  |                  |                  |
| Teams             | Alleghe          | Asiago            | Bolzano          | Cortina          | Fassa            | Milano           | Pontebba         | Renon            | Val Pusteria     |
| Alleghe HC        |                  | 5:3 (28/12/2007)  | 3:1 (08/12/2007) | 2:2 (29/01/2008) | 4:7 (15/01/2008) | 5:2 (05/01/2008) | 3:3 (22/01/2008) | 1:2 (22/12/2007) | 4:1 (02/02/2008) |
| Asiago Hockey AS  | 1:1 (26/01/2008) |                   | 6:1 (03/01/2008) | 4:5 (15/01/2008) | 4:2 (08/12/2007) | 2:3 (29/01/2008) | 2:2 (08/01/2008) | 2:9 (01/12/2007) | 2:1 (26/12/2007) |
| HC Bolzano        | 1:8 (17/01/2008) | 9:2 (02/02/2008)  |                  | 2:0 (26/01/2008) | 3:3 (29/01/2008) | 2:3 (06/12/2007) | 3:1 (22/12/2007) | 5:2 (22/01/2008) | 4:0 (05/01/2008) |
| SG Cortina        | 3:1 (30/12/2007) | 1:1 (20/12/2007)  | 3:3 (28/12/2007) |                  | 3:5 (01/12/2007) | 3:1 (26/12/2007) | 3:1 (03/01/2008) | 1:3 (08/01/2008) | 3:4 (19/01/2008) |
| SHC Fassa         | 8:5 (20/12/2007) | 11:4 (12/01/2008) | 7:1 (30/12/2007) | 1:6 (05/01/2008) |                  | 5:1 (19/01/2008) | 5:5 (28/12/2007) | 1:4 (02/02/2008) | 3:3 (04/12/2007) |
| HCJ Milano Vipers | 4:3 (10/01/2008) | 6:6 (30/12/2007)  | 0:2 (08/01/2008) | 9:1 (22/01/2008) | 3:3 (18/12/2007) |                  | 2:2 (15/01/2008) | 2:3 (08/12/2007) | 2:2 (26/01/2008) |
| SG Pontebba       | 5:4 (26/12/2007) | 6:0 (04/12/2007)  | 1:4 (19/01/2008) | 3:2 (02/02/2008) | 2:2 (26/01/2008) | 6:3 (20/12/2007) |                  | 3:6 (30/12/2007) | 3:4 (12/01/2008) |
| SV Renon          | 4:4 (19/01/2008) | 5:0 (05/01/2008)  | 5:3 (26/12/2007) | 6:2 (04/12/2007) | 4:5 (03/01/2008) | 3:1 (12/01/2008) | 6:1 (29/01/2008) |                  | 4:1 (20/12/2007) |
| HC Val Pusteria   | 2:1 (03/01/2008) | 3:3 (22/01/2008)  | 5:5 (01/12/2007) | 4:2 (22/12/2007) | 2:3 (08/01/2008) | 2:2 (28/12/2007) | 4:3 (08/12/2007) | 4:1 (15/01/2008) |                  |

### Seconda Fase

#### Girone A - Master Round
Sono qualificate al Master Round le prime 4 squadre classificate nella Regular Season: SV Renon, SHC Fassa, HC Bolzano e HCJ Milano Vipers.
Le squadre si sono portate in eredità la metà dei punti conquistati nella Regular Season, arrotondati per difetto.
|                   |                  |                  |                  |                  |
| Teams             | Bolzano          | Fassa            | Milano           | Renon            |
| HC Bolzano        |                  | 3:1 (26/02/2008) | 0:5 (19/02/2008) | 4:3 (16/02/2008) |
| SHC Fassa         | 1:2 (12/02/2008) |                  | 0:2 (23/02/2008) | 4:7 (04/03/2008) |
| HCJ Milano Vipers | 6:3 (04/03/2008) | 4:4 (16/02/2008) |                  | 8:4 (26/02/2008) |
| SV Renon          | 4:2 (23/02/2008) | 5:2 (19/02/2008) | 3:3 (12/02/2008) |                  |

##### Classifica
In corsivo, i punti ereditati dalla prima fase

#### Girone B - Relegation Round
Sono qualificate al Relegation Round le squadre classificate dal 5º al 9º posto nella Regular Season: HC Valpusteria, Alleghe HC, SG Pontebba, SG Cortina e Asiago Hockey AS.
Le squadre si sono portate in eredità la metà dei punti conquistati nella Regular Season, arrotondati per difetto.
|                  |                  |                  |                  |                  |                  |
| Teams            | Alleghe          | Asiago           | Cortina          | Pontebba         | Valpusteria      |
| Alleghe HC       |                  | 10:4 (6/03/2008) | 4:4 (12/02/2008) | 4:3 (26/02/2008) | 5:1 (19/02/2008) |
| Asiago Hockey AS | 4:4 (21/02/2008) |                  | 2:2 (16/02/2008) | 0:2 (4/03/2008)  | 4:5 (23/02/2008) |
| SG Cortina       | 6:1 (23/02/2008) | 7:1 (28/02/2008) |                  | 4:0 (21/02/2008) | 9:1 (14/02/2008) |
| SG Pontebba      | 4:1 (14/02/2008) | 4:2 (19/02/2008) | 2:4 (6/03/2008)  |                  | 3:1 (28/02/2008) |
| HC Val Pusteria  | 6:7 (4/03/2008)  | 8:5 (12/02/2008) | 4:7 (16/02/2008) | 4:2 (26/02/2008) |                  |

##### Classifica
In corsivo, i punti ereditati dalla prima fase

### Play-off
|  | Quarti di finale | Quarti di finale | Quarti di finale | Quarti di finale | Quarti di finale | Quarti di finale | Quarti di finale |  |  | Semifinali | Semifinali | Semifinali | Semifinali | Semifinali | Semifinali | Semifinali |   |   | Finale | Finale | Finale | Finale | Finale | Finale | Finale |  |
|  |                  |                  |                  |                  |                  |                  |                  |  |  |            |            |            |            |            |            |            |   |   |        |        |        |        |        |        |        |  |
|  | 1                | Renon            | Renon            | 4                | 5                | 2                | 2                |  |  |            |            |            |            |            |            |            |   |   |        |        |        |        |        |        |        |  |
|  | 8                | Val Pusteria     | Val Pusteria     | 1                | 4                | 3                | 1                |  |  | Renon      | Renon      | 2          | 2          | 6          | 5          | 3          |   |   |        |        |        |        |        |        |        |  |
|  | 4                | Fassa            | Fassa            | Fassa            | 5                | 5                | 4                |  |  | Fassa      | Fassa      | 1          | 8          | 7          | 2          | 0          |   |   |        |        |        |        |        |        |        |  |
|  | 5                | Cortina          | Cortina          | Cortina          | 1                | 3                | 1                |  |  |            |            |            |            |            |            |            |   |   | Renon  | Renon  | Renon  | 5      | 3      | 1      | 1      |  |
|  | 3                | Milano           | 4                | 2                | 3                | 3                | 3                |  |  |            |            | Bolzano    | Bolzano    | Bolzano    | 2          | 4          | 3 | 5 |        |        |        |        |        |        |        |  |
|  | 6                | Pontebba         | 3                | 4                | 5                | 1                | 2                |  |  | Milano     | Milano     | Milano     | 5          | 2          | 3          | 2          |   |   |        |        |        |        |        |        |        |  |
|  | 2                | Bolzano          | Bolzano          | 4                | 4                | 3                | 2                |  |  | Bolzano    | Bolzano    | Bolzano    | 0          | 3          | 4          | 4          |   |   |        |        |        |        |        |        |        |  |
|  | 7                | Alleghe          | Alleghe          | 5                | 3                | 2                | 1                |  |  |            |            |            |            |            |            |            |   |   |        |        |        |        |        |        |        |  |

#### Quarti di finale
Nei quarti di finale gli accoppiamenti previsti sono: 1vs8, 2vs7, 3vs6, 4vs5. Gli incontri sono decisi con una serie al meglio delle 5 partite. Soltanto il Fassa chiude la pratica in tre incontri, eliminando i campioni in carica. Bolzano e Renon passano dopo gara 4, mentre il Milano ha avuto ragione del Pontebba solo dopo gara 5.
Gara 1
| 8 marzo 2008 Ore 20:00 | Renon 12:14 Shawn Mather (D. Tudin) 36:53 Jan Vodrazka (A. Tuzzolino, D. Tudin) 53:26 Josh Olson (E. Scelfo, M. Smith) 58:40 Shawn Mather (A. Tuzzolino)                                                                                | 4-1 (1-1, 1-0, 2-0) Serie: 1-0                | Val Pusteria 10:50 Jeremy Adduono (M. Jarmuth, A. Hofer) | Arena Ritten          |
| 8 marzo 2008 Ore 19:30 | Bolzano 02:45 Luca Ansoldi (N. Petruic) 18:59 Christian Walcher (J. Coroupe, N. Petruic) 32:18 Luca Ansoldi (C. Borgatello, A. Mihaly) 48:57 Christian Walcher (J. Coroupe, N. Petruic)                                                 | 4-5 d.r. (2-1, 1-1, 1-2, 0-0, 0-1) Serie: 0-1 | Alleghe 04:50 Ryan Lang (N. Fontanive, M. Jakobsen) 38:39 Daniele Veggiato 56:22 Nicholas Bilotto (F. Fontanive, N. Fontanive) 56:50 Ryan Lang (M. Jakobsen, M. Chitarroni) | Palaonda              |
| 8 marzo 2008 Ore 18:30 | Milano 08:56 Shay Stephenson (G. Scandella, G Day) 11:45 Pat Iannone (P. Lefebvre, M. Insam) 17:21 Greg Day (G. Scandella, S. Stephenson) 26:12 Pat Iannone (P. Lefebvre, R. Kelly)                                                     | 4-3 (3-1; 1-2; 0-0) Serie: 1-0                | Pontebba 06:06 Anthony Aquino (D. Cavanaugh, K. Eronen) 22:52 Dan Cavanaugh (N. Romano, A. Aquino) 36:31 David Cooper (D. Cavanaugh, S. Margoni)                            | Palagorà              |
| 8 marzo 2008 Ore 20:45 | Fassa 16:14 Greg Barber (G. Watson, J. Bourassa) 18:16 Devid Piffer (L. Felicetti, D. Iori) 20:52 Jamie Schaafsma (R. Locatin, S. Marchetti) 26:03 Diego Iori (T. Harrison, L. Felicetti) 38:11 Greg Watson (J. Bourassa, S. Marchetti) | 5-1 (3-0; 2-1; 0-0) Serie: 1-0                | Cortina 26:37 Jari Suorsa (G. De Bettin, M. Souza) | Palaghiaccio G. Scola |

Gara 2
| 11 marzo 2008 Ore 19:30 | Val Pusteria 20:41 Calle Bergström (P. Bona, B. Gouvreau) 30:46 Max Oberrauch (B. Gauvreau, T. Erlacher) 41:12 Max Oberrauch (A. Hofer, J. Adduono) 59:21 Mike Jarmuth (C. Bergström, J. Adduono) | 4-5 d.t.s (1-1; 1-2; 2-1; 0-1) Serie: 0-2     | Renon 17:26 Josh Olson (F. Ploner, K. Astasenko) 22:22 Tony Tuzzolino (K. Astasenko, J. Vodrazka) 26:36 Shawn Mather (K. Astasenko, J. Olson) 51:43 Josh Olson (F. Ploner, I Gruber) 64:22 Mark Smith (I. Gruber, A. Egger)   | Lungorienza           |
| 11 marzo 2008 Ore 20:45 | Alleghe 23:00 Mike Harder (J. Ricciardi, N. Bilotto) 31:08 Niklas Sundblad (M. Chitarroni, D. Clarke) 46:23 Nicholas Bilotto (M. Jakobsen, A. Iob)                                                | 3:4 d.r. (0-1; 2-1; 1-1; 0-0; 0-1) Serie: 1-1 | Bolzano 17:44 Jonathan Pittis (L. Ansoldi, C. Borgatello) 38:39 Roland Ramoser (S. Zisser, F. Ramoser) 40:36 Kenny Corupe (C. Walcher)                                                                                        | Alvise De Toni        |
| 11 marzo 2008 Ore 20:30 | Pontebba 03:01 Federico Betti (D. Burgess) 05:50 Kostantin Kalmikov (A. Lutz) 41:48 Dan Cavanaugh (A. Aquino, N. Romano) 56:22 David Cooper (A. Aquino, N. Romano)                                | 4-2 (2-0, 0-1, 2-1) Serie: 1-1                | Milano 24:20 Blake Evans (P. Iannone, J. Kurtz) 53:52 Blake Evans (J. Kurtz, P. Iannone) | Palaghiaccio Pontebba |
| 11 marzo 2008 Ore 20:45 | Cortina 05:38 Michael Souza (G. De Bettin, J. Suorsa) 10:08 Christian Timpone (F. Adami, E. Chelodi) 28:03 Ryan Savoia (T. Wedderburn)                                                            | 3-5 (2-3, 1-2, 0-0) Serie: 0-2                | Fassa 02:05 Luca Planchensteiner (L. Felicetti, D. Iori) 12:30 Gregory Barber (G. Watson, J. Schaafsma) 12:44 Luca Felicetti (L. Planchensteiner, D. Iori) 20:26 Gregory Barber (G. Watson) 33:38 Jamie Schaafsma (G. Watson) | Stadio Olimpico       |

Gara 3
| 13 marzo 2008 Ore 20:00 | Renon 32:25 Dan Tudin (M. Hafner) 57:04 Dan Tudin | 2-3 d.t.s. (0-1; 1-0; 1-1; 0-1) Serie: 2-1 | Pusteria 02:01 Brent Gauvreau (P. Bona, M. Oberrauch) 56:54 Patrick Bona (T. Pichler, C. Bergström) 64:24 Mike Jarmuth (J. Ramsted)                                                                                                  | Arena Ritten          |
| 13 marzo 2008 Ore 20:30 | Bolzano 10:05 Árpád Mihály (C. Borgatello, R. Ramoser) 23:47 Árpád Mihály (K. Coroupe, C. Borgatello) 54:27 Árpád Mihály (C. Borgatello, L. Ansoldi)                                       | 3-2 (1-0; 1-2; 1-0) Serie: 2-1             | Alleghe 24:35 Daniele Veggiato (C. Lorenzi, M. De Toni) 34:37 Mike Harder (N. Bilotto, N. Sundblad) | Palaonda              |
| 13 marzo 2008 Ore 20:30 | Milano 13:10 Greg Day (P. Iannone, M. Lethinen) 33:08 Michele Strazzabosco (P. Lefebvre, G. Day) 36:25 Marco Insam                                                                         | 3-5 (1-2; 2-1; 0-2) Serie: 1-2             | Pontebba 06:43 Nicholas Romano (A. Aquino, K. Eronen) 12:00 Luca Rigoni (M. Ciresa, D. Cooper) 26:39 Stefano Margoni (D. Burgess, K. Kalmikov) 52:49 David Cleve Burgess (S. Margoni, R. Hecl) 59:46 David Cleve Burgess (A. Aquino) | Palagorà              |
| 13 marzo 2008 Ore 20:45 | Fassa 24:53 Greg Watson (G. Barber, D. Piffer) 27:18 Jamie Schaafsma (T. Harrison, R. Locatin) 33:04 Jarad Bourassa (G. Watson, T. Harrison) 41:34 Greg Watson (J. Bourassa, S. Marchetti) | 4-1 (0-0; 3-1; 1-0) Serie: 3-0             | Cortina 23:28 Giorgio De Bettin (J. Soursa) | Palaghiaccio G. Scola |

Gara 4
| 15 marzo 2008 Ore 20:30 | Val Pusteria 30:47 Patrick Bona (S. Gallace, B. Gauvreau) | 1-2 (0-1; 1-1; 0-0) Serie: 1-3 | Renon 13:20 Alex Rottensteiner (L. D'accordo, M. Rasom) 37:28 Enrico Dorigatti (L. D'accordo)                         | Lungorienza           |
| 15 marzo 2008 Ore 20:45 | Alleghe 31:03 David Clarke (M. Chitarroni, R. Lang)       | 1-2 (0-1; 1-1; 0-0) Serie: 1-3 | Bolzano 13:57 Luca Ansoldi (R. Ramoser, A. Mihaly) 35:29 Kenny Corupe (L. Ansoldi)                                    | Alvise De Toni        |
| 15 marzo 2008 Ore 20:30 | Pontebba 40:38 Dan Cavanaugh (N. Romano, D. Cooper)       | 1-3 (0-1; 1-1; 0-1) Serie: 2-2 | Milano 19:59 Blake Evans (S. Stephenson, J. Kurtz) 21:45 Giulio Scandella (J. Kurtz, L. Szuper) 56:29 Shay Stephenson | Palaghiaccio Pontebba |

Gara 5
| 18 marzo 2008 Ore 20:30 | Milano 11:33 Tommaso Migliore (M. Insam, E. Caletti) 15:22 Giulio Scandella (B. Evans, M. Insam) 32:33 Shay Stephenson (G. Scandella, M. Strazzabosco) | 3-2 (2-0; 1-1; 0-1) Serie: 3-2 | Pontebba 36:51 Andreas Lutz (D. Cavanaugh, A. Aquino) 58:25 Anthony Aquino (D. Cavanaugh) | Palagorà |

#### Semifinali
Serie al meglio delle 5.
Dopo un'assenza lunga otto anni il Bolzano riconquista la finale scudetto. Dopo 7 finali consecutive (con 5 titoli) non ci arriva invece il Milano. L'altra finalista è il Renon, alla seconda finale della sua storia, dopo quella persa contro Milano nel 2006.
Gara 1
| 20 marzo 2008 Ore 20:00 | Renon 15:33 Mark Smith (J. Olson, E. Scelfo) | 2-1 d.r. (1-0; 0-0; 0-1; 0-0; 0-1) Serie: 1-0 | Fassa 46:20 Jamie Schaafsma (G. Watson) | Arena Ritten |
| 20 marzo 2008 Ore 20:30 | Milano 20:58 Patrice Lefebvre (B. Evans, J. Kurtz) 25:50 Shay Stephenson (C. Trevisani, P. Lefebvre) 29:56 Greg Day (G. Scandella, P. Iannone) 37:42 Greg Day (G. Scandella, P. Iannone) 56:50 Giulio Scandella (P. Iannone, J. Kurtz) | 5-0 (1-0; 3-0; 1-0) Serie: 1-0                | Bolzano                                 | Palagorà     |

Gara 2
| 22 marzo 2008 Ore 20:45 | Fassa 00:22 Greg Watson (G. Barber, M. Sparber) 14:55 Jamie Schaafsma (R. Locatin, D. Decelle D'Amour) 36:02 Terry Harrison (G. Watson, D. Decelle D'Amour) 37:00 Greg Watson (G. Barber, T. Harrison) 39:35 Greg Barber (G. Watson, M. Sparber) 45:08 Jamie Schaafsma 53:30 Diego Iori (L. Felicetti, R. Locatin) 58:25 Luca Planchensteiner (L. Felicetti, R. Locatin) | 8-2 (2-0; 3-1; 3-1) Serie: 1-1 | Renon 20:34 Josh Olson (M. Smith, S. Mather) 43:55 Alex Rottensteiner (E. Dorigatti, K. Astasenko) | Palaghiaccio G. Scola |
| 22 marzo 2008 Ore 19:30 | Bolzano 23:16 Ryan Jardine (F. Faggioni, J. Pittis) 31:27 Ryan Jardine (J. Pittis, F. Faggioni) 49:40 Roland Ramoser (L. Ansoldi, S. Zisser) | 3-2 (0-0; 2-2; 1-0) Serie: 1-1 | Milano 35:42 Shay Stephenson (P. Lefebvre, B. Evans) 37:13 Giulio Scandella (G. Day, P. Iannone)   | Palaonda              |

Gara 3
| 25 marzo 2008 Ore 20:00 | Renon 08:45 Josh Olson (M. Smith, S. Mathers) 10:59 Enrico Dorigatti (A. Tuzzolino, E. Scelfo) 12:58 Enrico Dorigatti (A. Tuzzolino, E. Scelfo) 30:30 Kaspars Astashenko (A. Tuzzolino, E. Dorigatti) 47:27 Josh Olson (A. Egger, M. Smith) 53:37 Mark Smith (S. Mather, J. Olson) | 6-7 (3-1; 1-1; 2-5) Serie: 1-2             | Fassa 01:17 Jamie Schaafsma (G. Watson, G. Barber) 29:59 Greg Barber (J. Bourassa, G. Watson) 42:08 Greg Watson (M. Sparber, G. Barber) 43:35 Diego Iori (L. Felicetti, S. Marchetti) 44:50 Luca Felicetti (D. Piffer, D. Iori) 55:27 Stefano Marchetti (R. Locatin, J. Schaafsma) 56:36 Diego Iori (L. Felicetti, T. Harrison) | Arena Ritten |
| 25 marzo 2008 Ore 20:30 | Milano 18:01 Regan Kelly (G. Scandella, M. Lethinen) 34:53 Greg Day (P. Iannone) 50:23 Shay Stephenson (G. Scandella, J. Kurtz) | 3-4 d.t.s. (1-0; 1-1; 1-2; 0-1) Serie: 1-2 | Bolzano 29:04 Stefan Zisser (L. Ansoldi, N. Petruic) 43:43 Christian Walcher (K. Corupe, R. Ramoser) 58:32 Roland Ramoser (J. Pittis) 61:46 Kenny Corupe (R. Ramoser) | Palagorà     |

Gara 4
| 22 marzo 2008 Ore 20:45 | Fassa 16:50 Greg Watson (S. Marchetti, D. Iori) 17:49 Rudi Locatin (S. Marchetti, J. Schafsmaa)                                                                                              | 2-5 (2-2; 0-0; 0-3) Serie: 2-2 | Renon 01:07 Kaspars Astashenko 20:46 Josh Olson (S. Mather) 42:40 Shawn Mather (M. Smith, A. Egger) 44:37 Dan Tudin (L. D'accordo, A. Tuzzolino) 59:51 Josh Olson | Palaghiaccio G. Scola |
| 22 marzo 2008 Ore 20:30 | Bolzano 10:01 Ryan Jardine (S. Zisser, A. Mihaly) 15:38 Kenny Corupe (C. Walcher, F. Faggioni) 19:39 Kenny Corupe (C. Walcher, J. Pittis) 37:33 Christian Borgatello (C. Walcher, K. Corupe) | 4-2 (3-1; 1-1; 0-0) Serie: 3-1 | Milano 06:55 Giulio Scandella (G.Day, M. Insam) 38:35 Justin Kurtz (P. Iannone, P. Lefebvre)                                                                      | Palaonda              |

Gara 5
| 29 marzo 2008 Ore 20:00 | Renon 05:49 Enrico Dorigatti (E. Scelfo, J. Vodrazka) 40:44 Shawn Mather (M. Smith) 58:13 Alexander Egger | 3-0 (1-0; 1-0; 1-0) Serie: 3-2 | Fassa | Arena Ritten |

#### Finale
Dopo nove anni si torna a disputare una finale tutta altoatesina: nel 1998-99 fu infatti il Merano a vincere il titolo ai danni del Bolzano.
L'ultimo scudetto di una compagine altoatesina, poi, risale alla stagione successiva, con il Bolzano vittorioso in finale sull'Asiago.
Gara 1
| 3 aprile 2008 Ore 20:00 | Renon 01:52 Josh Olson (S. Mather, M.Smith) 06:11 Dan Tudin (J. Vodrazka) 12:24 Josh Olson (S. Mather) 20:57 Anthony Tuzzolino (D. Tudin, L. D'accordo) 47:50 Enrico Dorigatti (E. Scelfo) | 5-2 (4-1; 0-0; 1-1) Serie: 1-0 | Bolzano 07:40 Árpád Mihály (L. Ansoldi, C. Borgatello) 55:01 Kenny Corupe (L. Ansoldi, C. Borgatello) | Arena Ritten |

Gara 2
| 5 aprile 2008 Ore 19:30 | Bolzano 22:35 Kenny Corupe (J. Pittis, C. Borgatello) 42:11 Roland Ramoser (C. Borgatello, S. Zisser) 55:10 Árpád Mihály (C. Borgatello, K. Corupe) 56:15 Árpád Mihály (L. Ansoldi, K. Corupe) | 4-3 (0-1; 1-0; 3-2) Serie: 1-1 | Renon 10:29 Josh Olson (M. Smith, K. Astasenko) 51:36 Fritz Ploner 59:45 Anthony Tuzzolino | Palaonda |

Gara 3
| 8 aprile 2008 Ore 20:00 | Renon 26:40 Josh Olson (A. Egger) | 1-3 (0-1; 1-2; 0-0) Serie: 1-2 | Bolzano 10:05 Christian Borgatello (C. Walcher) 28:03 Jonathan Pittis (R. Jardine) 36:07 Árpád Mihály (R. Jardine, C. Borgatello) | Arena Ritten |

Gara 4
| 10 aprile 2008 Ore 20:30 | Bolzano 09:26 Brandon Jon Abel (J. Pittis, R. Jardine) 35:48 Ryan Jardine (K. Corupe, C. Hajt) 41:03 Árpád Mihály (K. Corupe) 41:35 Kenny Corupe (A. Mihaly) 58:49 Michael Stocker (C. Borgatello) | 5-1 (1-1; 1-0; 3-0) Serie: 3-1 | Renon 03:47 Josh Olson (S. Mather, A. Egger) | Palaonda |

 L'Hockey Club Bolzano vince il suo diciassettesimo scudetto e diventa la squadra più titolata d'Italia.
Formazione Campione d'Italia: Phil Groeneveld, Adam Russo, Christian Borgatello, Chris Hajt, Brandon Jon Abel, Neil Petruic, Florian Ramoser, Andreas Huber, Árpád Mihály, Kenny Corupe, Christian Walcher, Luca Ansoldi, Stefan Zisser, Roland Ramoser, Ryan Jardine, Jon Pittis, Flavio Faggioni, Max Ansoldi, Michael Stocker. Allenatore: Jamie Dumont

### Classifica marcatori
Capocannoniere è Josh Olson del Renon con 72 punti (39+33), seguito a 63 da Giulio Scandella (Milano, 26+37), a 62 da Mark Smith (Renon, 21+41), a 57 da Gregory Barber (Fassa, 24+33) ed a 55 da Blake Evans (Milano, 19+36) e James Schaafsma (Fassa, 29+26).

## Supercoppa italiana
Dopo la formula sperimentale del 2006, per il 2007 la Supercoppa è tornata all'antico: si sono affrontate in gara unica la detentrice dello scudetto (SG Cortina) e quella della Coppa Italia (Hockey Club Bozen-Bolzano).
In un primo momento la disputa della Supercoppa era prevista il 22 settembre 2006, nello stadio dei campioni d'Italia, come di consueto. Tuttavia, il protrarsi della ristrutturazione dello Stadio Olimpico di Cortina d'Ampezzo ha spinto Lega e federazione a proporre lo spostamento dell'evento a Torino il 5 ottobre 2007. Il 7 settembre un comunicato della federazione ha fissato l'incontro definitivamente al 7 ottobre 2007 a Cortina.
```
Gara Unica
 - 7 ottobre 
2007

Cortina - Bolzano 0-1

Marcatore: 24'52" 
Florian Ramoser
 (A. Mihaly)
```

 L'Hockey Club Bolzano si è aggiudicato la sua seconda supercoppa italiana.

## Coppa Italia
Ennesimo cambio di formula per la coppa Italia di hockey su ghiaccio: non più una serie di gironi da quattro squadre come nell'edizione precedente, ma un più tradizionale tabellone ad eliminazione diretta ed in gara unica.
Gli incontri vengono giocati sul campo della squadra peggio classificata nel campionato precedente, ed in caso di due squadre di due serie diverse, con le regole per i transfer card (numero di stranieri sul ghiaccio) della serie A2.
Sono iscritte alla competizione tutte le squadre di A e di A2. Si tratta dunque di 17 squadre, e per decidere le sedici del tabellone è stato necessario uno scontro di qualificazione (con gara di andata e ritorno) tra le squadre classificate al settimo ed ottavo posto nella stagione di A2 precedente, HC Egna e SV Caldaro, con gli egnati ad avere la meglio.
Le squadre vincitrici degli ottavi (giocati il 16 ottobre 2007) ebbero accesso ai quarti (20 novembre 2007); le quattro squadre vincitrici hanno avuto poi accesso alla Final Four (inizialmente prevista per il 29 febbraio - 1º marzo 2008, poi slittata di un giorno in avanti).

### Tabellone principale
|  | Ottavi di finale   | Ottavi di finale   | Ottavi di finale |          |            | Quarti di finale | Quarti di finale | Quarti di finale |  |  | Semifinali | Semifinali | Semifinali |  |  | Finale | Finale | Finale |  |
|  |                    |                    |                  |          |            |                  |                  |                  |  |  |            |            |            |  |  |        |        |        |  |
|  | Asiago             | Asiago             | 6                |          |            |                  |                  |                  |  |  |            |            |            |  |  |        |        |        |  |
|  | Asiago             | Asiago             | 6                |          |            |                  |                  |                  |  |  |            |            |            |  |  |        |        |        |  |
|  | Fassa              | Fassa              | 3                |          |            |                  |                  |                  |  |  |            |            |            |  |  |        |        |        |  |
|  | Fassa              | Fassa              | 3                |          | Asiago     | Asiago           | 3                |                  |  |  |            |            |            |  |  |        |        |        |  |
|  |                    |                    |                  |          | Asiago     | Asiago           | 3                |                  |  |  |            |            |            |  |  |        |        |        |  |
|  |                    |                    | Cortina          | Cortina  | 4          |                  |                  |                  |  |  |            |            |            |  |  |        |        |        |  |
|  | Egna               | Egna               | Cortina          | Cortina  | 4          | 3                |                  |                  |  |  |            |            |            |  |  |        |        |        |  |
|  | Egna               | Egna               |                  |          |            |                  |                  |                  |  |  |            |            |            |  |  |        |        |        |  |
|  | Cortina            | Cortina            | 4                |          |            |                  |                  |                  |  |  |            |            |            |  |  |        |        |        |  |
|  | Cortina            | Cortina            | 4                |          | Cortina    | Cortina          | 4                |                  |  |  |            |            |            |  |  |        |        |        |  |
|  |                    |                    |                  |          |            |                  |                  |                  |  |  |            |            |            |  |  |        |        |        |  |
|  |                    |                    | Alleghe          | Alleghe  | 7          |                  |                  |                  |  |  |            |            |            |  |  |        |        |        |  |
|  | Vipiteno           | Vipiteno           | Alleghe          | Alleghe  | 7          | 2                |                  |                  |  |  |            |            |            |  |  |        |        |        |  |
|  | Vipiteno           | Vipiteno           |                  |          |            |                  |                  |                  |  |  |            |            |            |  |  |        |        |        |  |
|  | Bolzano            | Bolzano            | 5                |          |            |                  |                  |                  |  |  |            |            |            |  |  |        |        |        |  |
|  | Bolzano            | Bolzano            | 5                |          | Bolzano    | Bolzano          | 1                |                  |  |  |            |            |            |  |  |        |        |        |  |
|  |                    |                    |                  |          | Bolzano    | Bolzano          | 1                |                  |  |  |            |            |            |  |  |        |        |        |  |
|  |                    |                    | Alleghe          | Alleghe  | 4          |                  |                  |                  |  |  |            |            |            |  |  |        |        |        |  |
|  | Appiano            | Appiano            | Alleghe          | Alleghe  | 4          | 1                |                  |                  |  |  |            |            |            |  |  |        |        |        |  |
|  | Appiano            | Appiano            |                  |          |            |                  |                  |                  |  |  |            |            |            |  |  |        |        |        |  |
|  | Alleghe            | Alleghe            | 8                |          |            |                  |                  |                  |  |  |            |            |            |  |  |        |        |        |  |
|  | Alleghe            | Alleghe            | 8                |          | Alleghe    | Alleghe          | 1                |                  |  |  |            |            |            |  |  |        |        |        |  |
|  |                    |                    |                  |          |            |                  |                  |                  |  |  |            |            |            |  |  |        |        |        |  |
|  |                    |                    | Pontebba         | Pontebba | 4          |                  |                  |                  |  |  |            |            |            |  |  |        |        |        |  |
|  | Pontebba           | Pontebba           | Pontebba         | Pontebba | 4          | 12               |                  |                  |  |  |            |            |            |  |  |        |        |        |  |
|  | Pontebba           | Pontebba           |                  |          |            |                  |                  |                  |  |  |            |            |            |  |  |        |        |        |  |
|  | Merano             | Merano             | 1                |          |            |                  |                  |                  |  |  |            |            |            |  |  |        |        |        |  |
|  | Merano             | Merano             | 1                |          | Pontebba   | Pontebba         | 5                |                  |  |  |            |            |            |  |  |        |        |        |  |
|  |                    |                    |                  |          | Pontebba   | Pontebba         | 5                |                  |  |  |            |            |            |  |  |        |        |        |  |
|  |                    |                    | Milano           | Milano   | 3          |                  |                  |                  |  |  |            |            |            |  |  |        |        |        |  |
|  | All Stars Piemonte | All Stars Piemonte | Milano           | Milano   | 3          | 1                |                  |                  |  |  |            |            |            |  |  |        |        |        |  |
|  | All Stars Piemonte | All Stars Piemonte |                  |          |            |                  |                  |                  |  |  |            |            |            |  |  |        |        |        |  |
|  | Milano             | Milano             | 6                |          |            |                  |                  |                  |  |  |            |            |            |  |  |        |        |        |  |
|  | Milano             | Milano             | 6                |          | Pontebba   | Pontebba         | 3                |                  |  |  |            |            |            |  |  |        |        |        |  |
|  |                    |                    |                  |          |            |                  |                  |                  |  |  |            |            |            |  |  |        |        |        |  |
|  |                    |                    | Renon            | Renon    | 2          |                  |                  |                  |  |  |            |            |            |  |  |        |        |        |  |
|  | Valpellice         | Valpellice         | Renon            | Renon    | 2          | 4                |                  |                  |  |  |            |            |            |  |  |        |        |        |  |
|  | Valpellice         | Valpellice         |                  |          |            |                  |                  |                  |  |  |            |            |            |  |  |        |        |        |  |
|  | Val Pusteria       | Val Pusteria       | 3                |          |            |                  |                  |                  |  |  |            |            |            |  |  |        |        |        |  |
|  | Val Pusteria       | Val Pusteria       | 3                |          | Valpellice | Valpellice       | 1                |                  |  |  |            |            |            |  |  |        |        |        |  |
|  |                    |                    |                  |          | Valpellice | Valpellice       | 1                |                  |  |  |            |            |            |  |  |        |        |        |  |
|  |                    |                    | Renon            | Renon    | 3          |                  |                  |                  |  |  |            |            |            |  |  |        |        |        |  |
|  | Gherdëina          | Gherdëina          | Renon            | Renon    | 3          | 0                |                  |                  |  |  |            |            |            |  |  |        |        |        |  |
|  | Gherdëina          | Gherdëina          |                  |          |            |                  |                  |                  |  |  |            |            |            |  |  |        |        |        |  |
|  | Renon              | Renon              | 8                |          |            |                  |                  |                  |  |  |            |            |            |  |  |        |        |        |  |

Tutte le gare degli ottavi e dei quarti si sono giocate in casa della squadra peggio classificata in campionato nella stagione precedente. La Final Four (semifinali e finale) si è disputata a Torino
 Lo Sport Ghiaccio Pontebba si aggiudica la sua prima Coppa Italia, che è anche il primo trofeo della sua storia.

## Serie A2
Come detto, dopo la rinuncia alla promozione del Merano e l'autoesclusione dall'A2 del Future Bolzano, sono rimaste 8 le squadre in lizza per la seconda serie: Appiano Pirats, S.V. Caldaro, Egna Wild Goose, H.C. Merano, H.C. Gherdëina - Val Gardena, All Stars Piemonte Torino, H.C. Valpellice e W.S.V. Vipiteno Broncos.
Il cambio di numero di squadre ha portato anche alla variazione della formula: un triplo (e non più doppio) girone di andata e ritorno, con le prime 4 squadre classificate che accedono ai play-off. Al termine del secondo girone, i punti di tutte le squadre verranno tuttavia dimezzati per difetto.
Al primo girone di andata ha preso parte anche la nazionale italiana U20, come preparazione in vista del campionato del mondo di categoria (II divisione Gruppo A) in programma a Canazei a dicembre. Le partite contro le otto squadre di A2, denominate test-match, assegnavano punti come le altre partite, ed i punti vennero aggiunti al termine del secondo girone di andata e ritorno.

### Regular Season

#### Incontri con la nazionale U20
```
1° 
Test-match
 - 23 settembre 
2007

All Stars Piemonte - Nazionale U20 7-2

2° 
Test match
 - 6 dicembre 
2007
[
20
]

Valpellice - Nazionale U20     4-1

3° 
Test match
 - 9 ottobre 
2007

Vipiteno - Nazionale U20      4-1

4° 
Test match
 - 23 ottobre 
2007

Caldaro - Nazionale U20      2-1

5° 
Test match
 - 31 ottobre 
2007

Appiano - Nazionale U20      3-2

6° 
Test match
 - 6 novembre 
2007

Gardena - Nazionale U20      4-3

7° 
Test match
 - 13 novembre 
2007

Merano - Nazionale U20       3-2

8° 
Test match
 - 27 novembre 
2007

Egna - Nazionale U20        8-0
```

#### Classifica primo girone
|    |                    |       |    |    |   |    |    |    |
|    | Teams              | Punti | PG | V  | N | P  | GF | GS |
| 1. | Valpellice         | 23    | 14 | 11 | 1 | 2  | 67 | 28 |
| 2. | Appiano            | 19    | 14 | 7  | 5 | 2  | 66 | 51 |
| 3. | All Stars Piemonte | 18    | 14 | 8  | 2 | 4  | 50 | 44 |
| 4. | Egna               | 16    | 14 | 7  | 2 | 5  | 60 | 53 |
| 5. | Vipiteno           | 12    | 14 | 5  | 2 | 7  | 45 | 55 |
| 6. | Caldaro            | 9     | 14 | 4  | 1 | 9  | 43 | 56 |
| 7. | Gherdëina          | 8     | 14 | 2  | 4 | 8  | 30 | 57 |
| 8. | Merano             | 7     | 14 | 3  | 1 | 10 | 36 | 53 |

#### Classifica secondo girone
|       |                    |    |    |    |   |    |    |       |            |            |            |            |            |            |            |
|       | Teams              |    |    |    |   |    |    |       | Test-match | Test-match | Test-match | Test-match | Test-match | Test-match | Test-match |
| Punti | Teams              | PG | V  | N  | P | GF | GS | Punti | PG         | V          | N          | P          | GF         | GS         |            |
| 1.    | Valpellice         | 45 | 14 | 10 | 2 | 2  | 67 | 32    | 2          | 1          | 1          | 0          | 0          | 4          | 1          |
| 2.    | Egna               | 37 | 14 | 10 | 1 | 3  | 57 | 37    | 2          | 1          | 1          | 0          | 0          | 8          | 0          |
| 3.    | Appiano            | 35 | 14 | 7  | 2 | 5  | 54 | 43    | 2          | 1          | 1          | 0          | 0          | 3          | 2          |
| 4.    | All Stars Piemonte | 30 | 14 | 6  | 0 | 8  | 48 | 60    | 2          | 1          | 1          | 0          | 0          | 7          | 2          |
| 5.    | Vipiteno           | 27 | 14 | 6  | 3 | 5  | 47 | 42    | 2          | 1          | 1          | 0          | 0          | 4          | 1          |
| 6.    | Caldaro            | 24 | 14 | 6  | 3 | 5  | 39 | 40    | 2          | 1          | 1          | 0          | 0          | 2          | 1          |
| 7.    | Merano             | 15 | 14 | 3  | 2 | 9  | 43 | 48    | 2          | 1          | 1          | 0          | 0          | 3          | 2          |
| 8.    | Gherdëina          | 11 | 14 | 1  | 1 | 12 | 27 | 80    | 2          | 1          | 1          | 0          | 0          | 4          | 3          |
| -     | Nazionale U-20     |    |    |    |   |    |    |       | 0          | 8          | 0          | 0          | 8          | 12         | 35         |

#### Classifica terzo girone
Nel terzo girone le squadre si portano in eredità la metà (arrotondata per difetto) dei punti raccolti nei primi due gironi.
|    |                    |       |                   |    |    |   |    |    |    |
|    | Teams              | Punti | Pt. dal II girone | PG | V  | N | P  | GF | GS |
| 1. | Egna               | 42    | 19                | 14 | 10 | 3 | 1  | 75 | 36 |
| 2. | Valpellice         | 40    | 23                | 14 | 7  | 3 | 4  | 48 | 32 |
| 3. | All Stars Piemonte | 39    | 16                | 14 | 11 | 1 | 2  | 46 | 34 |
| 4. | Caldaro            | 30    | 13                | 14 | 7  | 3 | 4  | 50 | 38 |
| 5. | Vipiteno           | 30    | 14                | 14 | 7  | 2 | 5  | 54 | 42 |
| 6. | Appiano            | 25    | 18                | 14 | 3  | 1 | 10 | 34 | 46 |
| 7. | Merano             | 13    | 8                 | 14 | 2  | 1 | 11 | 30 | 75 |
| 8. | Gherdëina          | 10    | 6                 | 14 | 2  | 0 | 12 | 24 | 58 |

### Play-off

#### Semifinale
Le serie di semifinale sono state giocate al meglio delle 7 partite.
```
Gara 1
 - 5 marzo 
2008

Egna - Caldaro         2-3 d.t.s.
Valpellice - All Stars Piemonte 2-3 d.r.
```

```
Gara 2
 - 7 marzo 
2008

Caldaro - Egna         5-4 d.r.
All Stars Piemonte - Valpellice 4-1
```

```
Gara 3
 - 9 marzo 
2008

Egna - Caldaro         2-4
Valpellice - All Stars Piemonte 4-3 d.t.s.
```

```
Gara 4
 - 12 marzo 
2008

Caldaro - Egna         1-3
All Stars Piemonte - Valpellice 1-3
```

```
Gara 5
 - 14 marzo 
2008

Egna - Caldaro         3-2
Valpellice - All Stars Piemonte 5-0
```

```
Gara 6
 - 16 marzo 
2008

Caldaro - Egna         6-2
All Stars Piemonte - Valpellice 3-5
```

#### Finale
A differenza delle semifinali, la finale è giocata con una serie al meglio delle 5 partite.
```
Gara 1
 - 21 marzo 
2008

Valpellice - Caldaro 1-4
```

```
Gara 2
 - 23 marzo 
2008

Caldaro - Valpellice 3-0
```

```
Gara 3
 - 26 marzo 
2008

Valpellice - Caldaro 1-4
```

Lo Sportverein Kaltern-Caldaro Eishockey si aggiudica la serie A2.
Formazione campione della serie A2:

Armin Ambach, Christian Ambach, Alexander Andergassen, Jonathan Troy Barnes, Brayan Belcastro, Manfred Bernard, Milan Blaha, Lukas Casaril, Armando Chelodi, Andrea Comencini, Thomas Comisso, Matthias Eisenstecken, Armin Falser, Martin Felderer, Michael Felderer, Daniel Florian, Dietmar Leimgruber, Mathias Lobis, Martin Lorefice, Peter Mahlknecht, Christian Morandell, Lars Pontus Moren, Waldemar Pelikovski, Stefano Primon, Leonhard Rainer, Patrick Schweigkofler, Patrick Thomaser, Mattia Valer, Thomas Waldthaler, Jürgen Wirth, Rainer Wirth, Simon Wirth, Julian Zozin.

## Serie C Under 26
Anche per questa stagione, la terza serie nazionale vede iscritte squadre che possono schierare soltanto giocatori di meno di 26 anni, pur essendo previsto l'utilizzo di fuori quota. Un ritorno nell'hockey ufficiale è quello, importante, dell'AS Mastini Varese Hockey, già campione d'Italia, e che mancava dal 2005. Torna anche l'HC Trento, mentre spariscono la seconda squadra dei Vipers Milano, l'HC Como e lo SG Malè Val di Sole.
Sono 15 le squadre iscritte, divise in due gironi:
- Girone A: E.V. Bozen 84, H.C. Bressanone, S.V. Caldaro, HC Laces Val Venosta, S.S.V. Laives, S.C. Ora e S.V. Prad - Prato Stelvio, AS Mastini Varese Hockey.
- Girone B: Alleghe HC, HC Dobbiaco, HC Feltreghiaccio, Nuovo Fiemme 97, HC Pinè, A.S. Hockey Pergine, WSG Stilfes - Stilves, HC Trento.

Al termine dei gironi di qualificazione (andata e ritorno), le prime quattro squadre di entrambi i gironi venivano ammesse al Gruppo 1, le restanti al Gruppo 2.
In ciascuno dei due gironi le squadre si portavano in eredità i punti conquistati negli scontri diretti giocati nel girone di qualificazione con le squadre qualificate al proprio gruppo, giocando dunque solo gli incontri contro le squadre provenienti dall'altro girone di qualificazione.
Le prime 4 classificate nel Gruppo 1 si giocavano nei play-off il titolo di campione della serie C U26, le prime due del Gruppo 2 la Coppa del Presidente.
La divisione in due gruppi di merito è stata fatta anche in vista della riforma prevista per la stagione successiva, con la creazione di due divisioni: per la prima è prevista l'iscrizione delle squadre del gruppo 1 e delle prime due del gruppo 2, alla seconda delle altre squadre del gruppo 2 e delle eventuali neoiscritte.

### Classifiche dei gironi di qualificazione
|    | Teams       | Punti | PG | V  | N | P  | GF | GS |
| -- | ----------- | ----- | -- | -- | - | -- | -- | -- |
| 1. | Caldaro     | 23    | 14 | 10 | 3 | 1  | 68 | 35 |
| 2. | Varese      | 20    | 14 | 9  | 2 | 3  | 64 | 30 |
| 3. | Val Venosta | 19    | 14 | 9  | 1 | 4  | 60 | 44 |
| 4. | EV Bozen    | 17    | 14 | 7  | 3 | 4  | 72 | 40 |
| 5. | Laives      | 13    | 14 | 6  | 1 | 7  | 41 | 47 |
| 6. | Ora         | 11    | 14 | 5  | 1 | 8  | 39 | 61 |
| 7. | Bressanone  | 7     | 14 | 3  | 1 | 10 | 36 | 63 |
| 8. | Prad        | 2     | 14 | 1  | 0 | 13 | 28 | 88 |

|    | Teams          | Punti | PG | V  | N | P  | GF | GS |
| -- | -------------- | ----- | -- | -- | - | -- | -- | -- |
| 1. | Alleghe        | 23    | 12 | 11 | 1 | 0  | 51 | 9  |
| 2. | Dobbiaco       | 15    | 12 | 7  | 1 | 4  | 49 | 42 |
| 3. | Pergine        | 18    | 12 | 6  | 2 | 4  | 41 | 32 |
| 4. | Stilves        | 12    | 12 | 5  | 2 | 5  | 47 | 37 |
| 5. | Feltreghiaccio | 10    | 12 | 4  | 2 | 6  | 37 | 58 |
| 6. | Fiemme         | 8     | 12 | 2  | 4 | 6  | 33 | 38 |
| 7. | Trento         | 2     | 12 | 1  | 0 | 11 | 32 | 74 |

### Gruppo 1
|    | Teams       | Punti | PG | V | N | P | GF | GS |    |
| -- | ----------- | ----- | -- | - | - | - | -- | -- | -- |
| 1. | Caldaro     | 20    | 8  | 4 | 2 | 2 | 30 | 19 | 10 |
| 2. | Alleghe     | 20    | 8  | 3 | 2 | 3 | 30 | 27 | 12 |
| 3. | Varese      | 15    | 8  | 5 | 1 | 2 | 40 | 20 | 4  |
| 4. | Dobbiaco    | 15    | 8  | 5 | 2 | 1 | 33 | 25 | 3  |
| 5. | Val Venosta | 15    | 8  | 3 | 2 | 3 | 27 | 26 | 7  |
| 6. | EV Bozen    | 13    | 8  | 5 | 0 | 3 | 47 | 27 | 3  |
| 7. | Pergine     | 10    | 8  | 2 | 0 | 6 | 21 | 36 | 6  |
| 8. | Stilves     | 4     | 8  | 0 | 1 | 7 | 8  | 56 | 3  |

### Gruppo 2
|    | Teams          | Punti | PG | V | N | P | GF | GS |   |
| -- | -------------- | ----- | -- | - | - | - | -- | -- | - |
| 1. | Feltreghiaccio | 18    | 8  | 5 | 1 | 2 | 29 | 26 | 7 |
| 2. | Fiemme         | 17    | 8  | 5 | 2 | 1 | 35 | 20 | 5 |
| 3. | Ora            | 16    | 6  | 3 | 2 | 1 | 31 | 19 | 8 |
| 4. | Laives         | 11    | 6  | 1 | 0 | 5 | 20 | 24 | 9 |
| 5. | Trento         | 10    | 8  | 5 | 0 | 3 | 35 | 33 | 0 |
| 6. | Bressanone     | 9     | 6  | 2 | 1 | 3 | 17 | 23 | 4 |
| 7. | Prad           | 2     | 6  | 0 | 0 | 6 | 11 | 33 | 2 |

#### Coppa del Presidente
La Coppa del Presidente si è giocata tra le prime due squadre classificate nel Gruppo 2, e si è giocata in gara unica a Laces lo stesso giorno della finale dei play-off, il 9 marzo 2008. Per due giocatori fuori quota del Fiemme, Daniele Steffe e Omar Zanon, è stata l'ultima partita in carriera.
```
9 marzo 
2008

Feltreghiaccio - Fiemme 2-4
[
21
]
```

### Play-off - Final Four
La Final Four per il titolo di campione della serie C Under 26 si è tenuta a Laces nei giorni 8 e 9 marzo 2008.

#### Semifinali
```
8 marzo 
2008

Caldaro - Varese  4-2
Alleghe - Dobbiaco 8-1
```

Vanno in finale Caldaro e Alleghe, in una riproposizione della finale della stagione precedente.

#### Finale
```
9 marzo 
2008

Caldaro - Alleghe 1-5
```

L'Alleghe Hockey Club vince il campionato di Serie C Under 26 per il secondo anno consecutivo,.

## Serie C Interregionale
Cambiamento radicale nella struttura della serie C Interregionale. Fermo restando che l'organizzazione è demandata alle strutture regionali della FISG, scompare la suddivisione in C1 e C2, sostituita da una suddivisione territoriale in tre gironi:
- Nord-Ovest, con compagini di Piemonte e Valle d'Aosta: Les Aigles du Mont Blanc Courmayeur, HC Aosta, HC Giugoma Torino, HC Pinerolo, HC Valpellice (Serie C) e All Stars Piemonte Amatori;
- Lombardia: CUS Milano Hockey, AS Ambrosiana 98, HC Bergamo, HC Tecnochem Bergamo, HC Casate 2000, HC Chiavenna, HC Diavoli Rossoneri, HC Black Angels e HC Varese Killer Bees;
- Nord-Est, con compagini di Emilia-Romagna e Veneto[22]: HC Wizards Bologna, Falchi Boscochiesanuova, USG Zoldo e Asiago Hockey AS Amatori.

Le vincitrici dei gironi si affrontarono nelle finali nazionali a Lecco, cui partecipò anche la squadra vincitrice della sfida tra le due compagini laziali, HC Roma e HC Mezzaluna Mentana. La sfida venne vinta dai capitolini, ma le società si accordarono per mandare a Lecco, sotto le insegne dell'HC Roma, una selezione dei migliori giocatori delle due compagini.

### Girone Nord-Ovest - Piemonte e Valle d'Aosta
Il girone Nord Ovest prevedeva un Girone Preliminare, di andata e ritorno, seguito dai play-off per le quattro squadre meglio classificate

#### Play-out

##### Finale 5º/6º posto
I play-out, previsti con andata il 24 febbraio e ritorno il 2 marzo 2008 fra Pinerolo e Giugoma Torino, sono stati annullati.

#### Play-off

##### Semifinali
```
Andata
 - 24 febbraio 
2008

All Stars - Aosta    0-7
Valpellice - Courmayeur 1-5
```

```
Ritorno
 - 2 marzo 
2008

Aosta - All Stars    3-0
Courmayeur - Valpellice 7-4
```

##### Finale 3º/4º posto
```
Andata
 - 9 marzo 
2008

All Stars - Valpellice 5-9
```

```
Ritorno
 - 16 marzo 
2008

Valpellice - All Stars 11-1
```

##### Finale 1º/2º posto
```
Andata
 - 9 marzo 
2008

Courmayeur - Aosta   2-1
```

```
Ritorno
 - 16 marzo 
2008

Aosta - Courmayeur   2-3 d.r.
```

Il Les Aigles du Mont Blanc Courmayeur si aggiudicano il girone Nord-Ovest della serie C Interregionale e si qualificano alle finali nazionali

### Girone Lombardia
Nel girone Lombardia le squadre sono state impegnate in un girone di andata e ritorno.

#### Classifica
L'Hockey Club Chiavenna si aggiudica il girone Lombardia della serie C Interregionale e si qualifica per le finali nazionali.

### Girone Nord-Est - Veneto ed Emilia-Romagna
La formula del Girone Nord-Est prevedeva un doppio girone di andata e ritorno che determinava la griglia dei play-off (1a contro 4a, 2a contro 3a).

#### Regular Season
Tre punti a vittoria, due punti per la vittoria ai rigori, un punto per la sconfitta ai rigori.
L'ultimo incontro della stagione regolare, Falchi-Asiago, è stato annullato perché ininfluente ai fini della classifica.

#### Play-off

##### Semifinali
```
Gara 1

17 febbraio 
2008

Falchi Bosco - Amatori Asiago 13-3
23 febbraio 
2008

Zoldo - Wizards Bologna    7-5
```

```
Gara 2
 - 24 febbraio 
2008

Amatori Asiago - Falchi Bosco 5-3
Wizards Bologna - Zoldo    n.d.
[
25
]
```

```
Gara 3
 - 7 marzo 
2008

Falchi Bosco - Amatori Asiago 0-5 a tavolino
[
26
]

Zoldo - Wizards Bologna    n.d.
[
25
]
```

##### Finale
```
Gara 1
 - 9 marzo 
2008

Zoldo - Amatori Asiago 12-4
```

```
Gara 2
 - 16 marzo 
2008

Amatori Asiago - Zoldo 3-10
```

L'Unione Sportiva Ghiaccio Zoldo si aggiudica il girone Nord-Est della serie C Interregionale ed accede alle finali nazionali.

### Finali nazionali
Si sono disputate a Lecco tra il 28 e il 30 marzo 2008. Le quattro squadre partecipanti (Les Aigles du Mont Blanc Courmayeur, HC Chiavenna, USG Zoldo e HC Roma) si sono affrontate tutte una volta. La vittoria nei tempi regolamentari assegnava tre punti, mentre in caso di pareggio si tiravano i rigori, con due punti alla vincitrice e un punto alla squadra sconfitta. Le prime due classificate hanno poi giocato la finale per il titolo, le altre due la finale per il terzo posto.

#### Girone
```
28 marzo 
2008

Courmayeur - Zoldo   7-6 d.r.
Chiavenna - Roma   10-0
```

```
29 marzo 
2008

Courmayeur - Roma   11-4
Zoldo - Chiavenna   1-5
```

```
29 marzo 
2008

Roma - Zoldo      1-11
Chiavenna - Courmayeur 8-2
```

#### Finali

##### 3º posto
```
30 marzo 
2008

Zoldo - Roma      13-2
```

##### 1º posto
```
30 marzo 
2008

Chiavenna - Courmayeur 2-0
```

L'Hockey Club Chiavenna vince il titolo nazionale di serie C Interregionale.